# Список послов СССР и России в Перу
В статье представлен список послов СССР и России в Перу.
- 1 февраля 1969 г. — установлены дипломатические отношения.

## Список послов
| СССР                              |                                |           |                  |  |
| 15 марта 1969 — 28 февраля 1975   | Юрий Владимирович Лебедев      | 1923—1996 | 20 июня 1969     |  |
| 28 февраля 1975 — 29 апреля 1983  | Леонид Филиппович Кузьмин      | 1930—2016 | 10 апреля 1975   |  |
| 29 апреля 1983 — 17 августа 1991  | Анатолий Иванович Филатов      | 1926—     | 12 мая 1981      |  |
| 17 августа 1991 — 25 декабря 1991 | Виктор Александрович Ткаченко  | 1939—     |                  |  |
| Российская Федерация              |                                |           |                  |  |
| 25 декабря 1991 — 3 февраля 1997  | Виктор Александрович Ткаченко  | 1939—     |                  |  |
| 3 февраля 1997 — 11 октября 2001  | Валентин Михайлович Богомазов  | 1943—2019 |                  |  |
| 11 октября 2001 — 31 января 2006  | Анатолий Петрович Кузнецов     | 1943—2015 |                  |  |
| 31 января 2006 — 15 февраля 2011  | Михаил Григорьевич Троянский   | 1948—     |                  |  |
| 15 февраля 2011 — 19 января 2015  | Николай Всеволодович Софинский | 1958—     |                  |  |
| 19 января 2015 — 18 июня 2018     | Андрей Анатольевич Гуськов     | 1961—     |                  |  |
| 18 июня 2018 — настоящее время    | Игорь Владимирович Романченко  | 1958—     | 12 сентября 2018 |  |